# World Bodybuilding Federation
WBF (World Bodybuilding Federation, pol. Światowa Federacja Kulturystyki) – federacja kulturystyczna istniejąca w Stanach Zjednoczonych w latach 1990–1992.

## Historia
Powstanie WBF było wynikiem dążenia potentata na rynku wrestlingu Vince McMahona i znanego kulturysty Toma Platza do przełamania monopolu IFBB czerpiącej z rynku amerykańskiej kulturystyki dochód szacowany na 100 mln dolarów rocznie (1990). Oficjalnie za datę powołania WBF przyjmuje się 15 września 1990, kiedy to na konkursie Mr. Olympia w Chicago (organizowanym przez IFBB) Tom Platz zaprezentował nowy, branżowy periodyk pt. Bodybuilding Lifestyles i wydał komunikat prasowy o powstaniu nowej federacji oraz organizacji zawodów w których nagrody będą najwyższe w historii tej dyscypliny. Finansową stronę przedsięwzięcia miał zabezpieczyć McMahon jako prezes firmy "Titan Sports", natomiast rolą Platza jako jej dyrektora miała być koordynacja całego przedsięwzięcia od strony kulturystycznej. 15 września na konferencji prasowej w nowojorskim Plaza Hotel ogłoszono, że do nowo powstałej federacji przystąpiło oficjalnie 13 zawodników startujących dotychczas w szeregach IFBB. Byli to: Danny Padilla, Tony Pearson, Berry deMay, Gary Strydom, Johnny Morant, Aaron Baker, Troy Zuccolotto, Mike Quinn, Eddie Robinson, Vince Cromeford, David Dearth, Jim Quinn i Mike Christian. Gaże jakie zaproponowała im WBF wynosiły od 200 do 400 tys. dolarów rocznie. Tylko kilku z nich – deMay, Quinn (Mike) i Christian – należało do ścisłej światowej czołówki (w poprzednich latach byli plasowani w pierwszej dziesiątce Mr. Olympia). Większość z nich należała "II ligi" światowej kulturystyki – zawodników niebędących w stanie przebić się do wąskiej czołówki, najlepiej zarabiających zawodowych kulturystów. W nowej federacji otrzymali oni nazwę: "WBF BodyStars".
Kontrakty jakie podpisywali członkowie WBF z firmą "Titan Sports" nie były jednak dla nich korzystne – otrzymywali stałą gażę, oddając zyski z udziału w imprezach władzom "Titann Sports". Nagrody jakie WBF ustanowiło w swoich konkursach nie były większe od tych w zawodach organizowanych przez IFBB, która w odpowiedzi na powstanie WBF zwiększyła pulę nagród w swoich imprezach. Dodatkowo, zawodnicy WBF zobowiązani byli do utrzymywania wysokiej formy przez cały rok (co w niemal każdej dyscyplinie sporu jest w praktyce niemożliwe) i startów na każde wezwanie WBF. Dodatkowym, niekorzystnym czynnikiem był fakt, że wbrew wcześniejszym obietnicom McMahon nie wyodrębnił kulturystyki jako samodzielnej dyscypliny w swoim wrestlingowym imperium i "starty" jego kulturystów miały charakter pseudosportowego show (podobnie jak wrestling), bardzo krytykowanego przez fanów kulturystyki i branżową prasę. Niektórzy krytycy pierwsze mistrzostwa WBF zorganizowane w 1991 roku określili po prostu mianem "cyrku". Każdy z zawodników otrzymał podobnie jak w wrestlingu, swój pseudonim i na scenę wychodził w odpowiednim do niego przebraniu.
WBF upadło po niespełna dwóch latach istnienia, głównie z powodu braku zawodników, którzy woleli pozostać w IFBB oraz niewywiązywania się władz federacji z wcześniejszych obietnic. 15 lipca 1992 Vince McMahon powiadomił oficjalnie braci Weiderów – założycieli i szefów IFBB – o zaprzestaniu działalności WBF. Większość "banitów" powróciła później w szeregi IFBB, zezwolono im na starty.
Dziś można napotkać opinię, że WBF zniszczył również sam Vince McMahon wprowadzając w 1992 roku dla kulturystów swojej federacji drakońskie testy antydopingowe. Miał on działać pod presją ciągłych oskarżeń, również urzędów federalnych, o niekontrolowane zażywanie sterydów przez zawodników jego federacji (WWE i WBF).

## Działalność

### Mistrzostwa
WBF dwukrotnie zorganizowało swoje mistrzostwa. W obydwu konkursach zwyciężył Gary Strydom.
WBF Championship – 1991
(Atlantic City, New Jersey)
1. Gary Strydom
2. Mike Christian
3. Berry DeMey
4. Mike Quinn
5. Eddie Robinson

WBF Championship – 1992
(Long Beach, California)
1. Gary Strydom
2. Jim Quinn
3. Aaron Baker
4. David Dearth
5. Berry Demey

### WBF Body Stars
Kulturystykę w wydaniu WBF promował cotygodniowy program telewizyjny pt. WBF Body Stars emitowany przez stację USA Network. Zawierał on ogólne porady dotyczące kulturystki – treningu i odżywiania oraz wiele wyreżyserowanych scenek humorystycznych z występami kulturystów. Program stracił na znaczeniu po upadku federacji, zmieniał nazwę usuwając z niej przedrostek "WBF" i od tej pory głównie reklamował suplementy diety kulturystycznej z linii ICOPRO. Został zdjęty z anteny pod koniec 1992 roku na skutek niskiej oglądalności.

### ICOPRO
ICOPRO (I ntegrated Co nditioning Pro gram) seria suplementów dietetycznych dla kulturystów produkowanych pod szyldem WBF. Zniknęła z rynku w 1995 roku.

## Ciekawostki
- W 1992 roku McMahonowi udało się zwerbować w szeregi WBF gwiazdę prawdziwej wielkości – Lou Ferrigno, drugiego po Arnoldzie Schwarzneggerze kulturystę, który zrobił wielką karierę w show-biznesie. Ferrigno za sumę 900 tys. dolarów rocznie wstępnie zgodził się na udział w występach WBF, jednak samego kontraktu nie podpisał, na skutek kontrpropozycji IFBB (jej suma nie jest znana) i możliwość powrotu do startów w Mr. Olympia[1].
- Półtoraroczna zaledwie "przygoda" Vincenata McMahona z kulturystyką kosztowała go 15 mln dolarów[3].